# Гурник (футбольный клуб, Валбжих)
«Гурник» Валбжих (пол. Górnik Wałbrzych) — польский спортивный клуб из города Валбжих, футбольная команда которого выступает в Четвёртой лиге.

## Достижения
- Шестое место в Первой лиге — 1983/84, 1985/86.
- Полуфинал кубка Польши — 1954/55, 1987/88.
- Чемпионат юниоров Польши — 1968, 1973.
- «Мастер осени» — сезон 1983/84.
- 21 августа 2004 года — восстановление футбольной секции в городе Нове-Място.
- 29 апреля 2009 года — открытие баскетбольного раздела СК «Гурник» Нове-Място.